# Assa (Marruecos)
Assa (en árabe: آسا) es una pequeña ciudad en el sur de Marruecos, en la provincia de Assa-Saac de la región de Guelmim-Río Noun, a unos 100 kilómetros (62 millas) al sureste de Guelmim y a unos 300 kilómetros (190 millas) al suroeste de Foum Zguid. Se encuentra en una zona desértica al norte de Jbel Ouarkziz y forma parte de la región sur de Marruecos habitada por saharauis. El río Draa se encuentra al sur y la carretera N12 cruza la ciudad.
En el censo de 2012, Assa tenía una población de 18367 habitantes, la más grande de su provincia y la sexta más grande de la región.